# Ruta CH-240
Es una Carretera Chilena que abarca la Región de Aysén en la Patagonia Chilena. La Ruta se inicia en el Paso Fronterizo Coyhaique y finaliza en Puerto Chacabuco.

## Áreas Geográficas y Urbanas
- kilómetro 0 Paso Fronterizo Coyhaique
- kilómetro 6 Complejo Fronterizo Coyhaique Alto y Acceso a Ñirehuao.
- kilómetro 32 Acceso a Lagos Castor y Pollux.
- kilómetro 36 Monumento Natural Dos Lagunas.
- kilómetro 50 Comuna de Coyhaique.
- kilómetro 59 Acceso a Villa Ortega y Carretera Austral.
- kilómetro 78 Acceso a Salto Velo de la Novia.
- kilómetro 86 Acceso a Salto de la Virgen.
- kilómetro 98 Acceso a Mañihuales y Carretera Austral.
- kilómetro 109 Valle Verde.
- kilómetro 112 Acceso a Villa Pangal.
- kilómetro 115 Ciudad de Puerto Aysén.
- kilómetro 115 Acceso a Lago Riesco.
- kilómetro 125 Puerto Chacabuco.

## Aduanas
- Complejo Fronterizo Coyhaique Alto Emplazado en la pampa estepárica.
- Documentos Aduanas Chile, Servicio Agrícola Ganadero, Policía de Investigaciones y Carabineros en Coyhaique Alto.
- Horario De 8 a 22 horas en el verano y de 8 a 20 horas en el invierno.

## Sectores de la Ruta
- Paso Fronterizo Coyhaique·Coyhaique Carretera Consolidada.
- Coyhaique·Puerto Chacabuco Carretera Pavimentada.
- Coyhaique Túnel El Farellón.

- Datos: Q6113926